# Leandra glazioviana
Leandra glazioviana är en tvåhjärtbladig växtart som beskrevs av Célestin Alfred Cogniaux. Leandra glazioviana ingår i släktet Leandra och familjen Melastomataceae. Inga underarter finns listade i Catalogue of Life.